# Kennelia
Kennelia es un género de polillas tortrícidas perteneciente a la tribu Eucosmini, de la subfamilia Olethreutinae, orden Lepidoptera. Fue descrito por Rebel en 1901.

## Especies
- Kennelia albifacies (Walsingham, in Swinhoe, 1900)
- Kennelia apiconcava Zhang y Wang, 2006
- Kennelia protocyma (Meyrick, 1936)
- Kennelia tropica Razowski, 2009
- Kennelia xylinana (Kennel, 1900)